# アルベルトゥス (対立教皇)
アルベルトゥス（生没年不詳）は、ローマ教皇であるパスカリス2世の対立教皇である（在位：1101年）。

## 生涯
先々代の対立教皇であるクレメンス3世に従い、シルヴァ・カンディーダの司教枢機卿に任命された。先代の対立教皇であるテオドリクスがパスカリス2世によって逮捕・投獄されると、その跡を受けて擁立された。
しかしローマ市民は相次ぐ対立教皇の出現を嫌って暴動を起こした。このためアルベルトゥスは逃亡するも捕らえられ、公衆の面前で辱めを受けさせられた後、全ての官職を剥奪されて裁判にかけられ、有罪であるとされてナポリ近郊の修道院に終身監禁刑に処された。